# Poitevin mulassier
Vous lisez un « article de qualité » labellisé en 2012.  Il fait partie d'un « thème de qualité ».
Le Poitevin mulassier , également appelé trait mulassier ou Poitevin, est une race de chevaux française rattachée au groupe des traits. Grand, calme et doté de crins ondulés en raison de son origine liée au cheval flamand, il peut porter des robes variées et originales, comme le bai dun, le souris et le noir. Il tire son nom « mulassier » de la principale fonction d'origine des juments, leur aptitude à engendrer des mules poitevines aux qualités de force et de rusticité très appréciées, par croisement avec des baudets du Poitou. L'industrie mulassière fait les beaux jours du Poitevin mulassier du milieu du XIXe siècle jusqu'au milieu du XXe siècle.
La race connaît une très importante régression avec la motorisation et la fin de la demande en mules après la Seconde Guerre mondiale, d'autant plus rapide que les juments donnent naissance à une mule à la place d'un poulain une année sur deux.
Le Poitevin est l'une des races de trait françaises les plus menacées de disparition, en raison d'une importante consanguinité et de sa faible rentabilité pour la production de viande. Plusieurs plans de sauvegarde visant à retrouver une diversité génétique ont été mis en place afin de la préserver. Le Poitevin mulassier est désormais valorisé à l’attelage, au débardage, aux travaux urbains et à l'équithérapie. La demande en mules poitevines devrait à terme lui permettre de retrouver sa fonction historique, lorsque les effectifs de la race seront stabilisés.

## Dénomination
Le Poitevin mulassier est surnommé « fils du vent marin, de la terre et des eaux ». Il a pris le nom de sa région d'origine, le Poitou,. Il est aussi nommé « trait mulassier » en raison de son utilisation historique, la reproduction pour donner des mules ; on trouve également les noms « trait poitevin » et « mulassier poitevin »,. Bien qu'il soit décrit comme un cheval « de trait », cette qualification est impropre puisqu'il n'a pas été sélectionné historiquement pour la traction, et était peu prisé dans ce domaine.
Il est vraisemblablement la seule race de chevaux au monde à avoir été sélectionnée spécifiquement pour faire naître des mules.

## Histoire

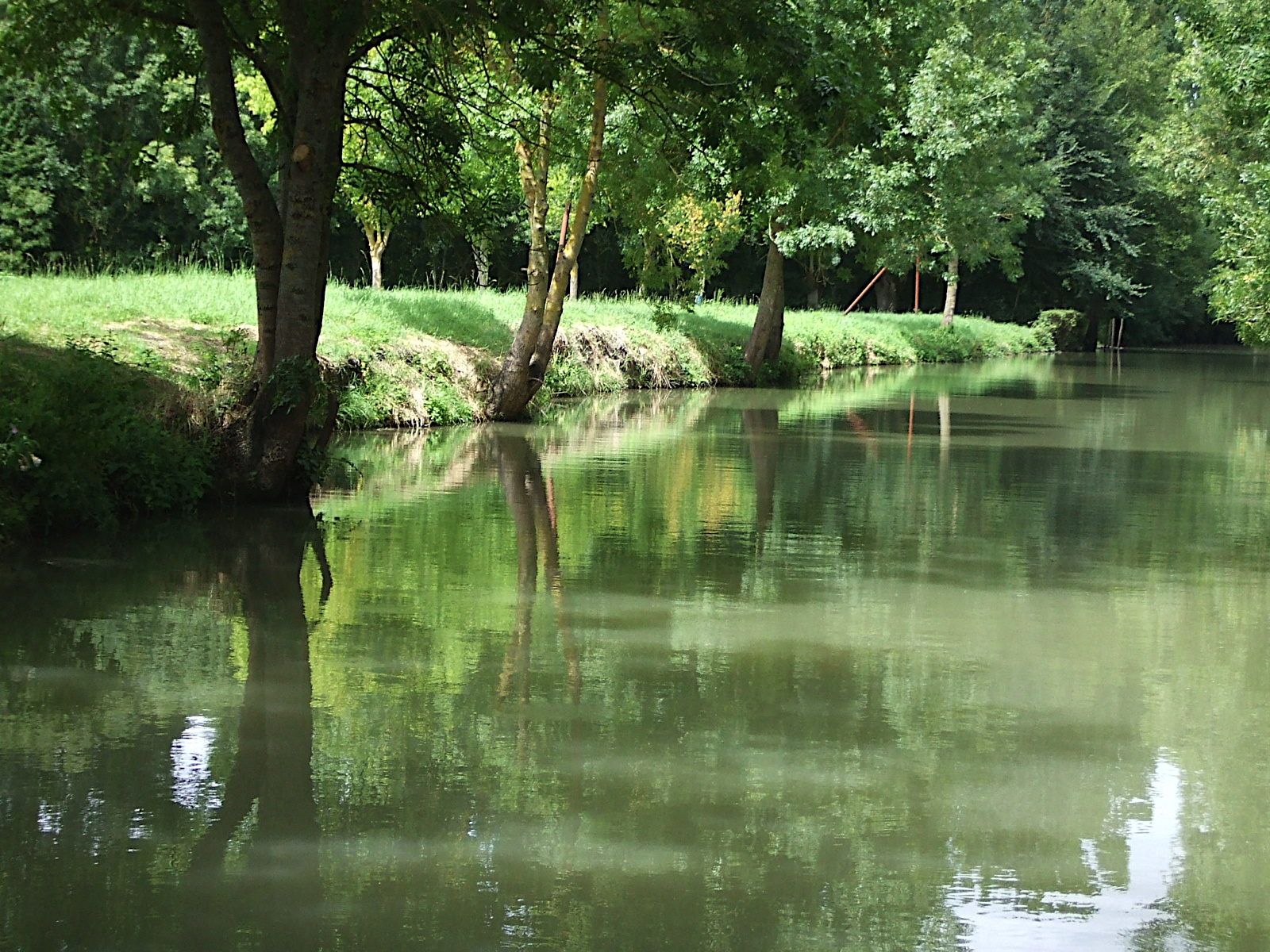
Le marais poitevin, biotope historique du cheval Poitevin mulassier.

Son origine est étroitement liée à la petite ville de Melle, et au marais poitevin. La race est historiquement élevée près des marais de Luçon et de La Rochelle, ainsi qu'autour de Melle et de Niort. Elle doit son physique à une longue sélection naturelle doublée d'une sélection humaine dans ce biotope humide particulier.

### Origine
La région poitevine héberge des chevaux dès la préhistoire, des restes datés du Mésolithique ayant été retrouvés près de Surgères et d’Échiré. L'association « Races mulassières Poitou » et l'auteur Éric Rousseaux y voient des ancêtres possibles du Poitevin mulassier actuel,, sans que cela soit confirmé par les études scientifiques,,.
La tradition dit la race originaire des marais du bas-Poitou. D'autres chevaux sont probablement amenés par les Celtes migrant dans la région durant l'Antiquité. On retrouve leur trace au Xe siècle lorsqu'un prélat de Rome demande une jument de la région au comte de Poitiers. Il semblerait que ces animaux aient été, comme les mulets, parmi les montures favorites des magistrats et des ecclésiastiques médiévaux, et se soient vendus autour de Niort, de Saint-Maixent, de l'Auvergne, du Dauphiné, du Languedoc, et même en Espagne. Peu de sources existent concernant la population équine de la région à ces époques, aussi est-elle mal définie,, tout particulièrement avant le XVIIe siècle.

#### L'assèchement des marais poitevins
La race prend forme lorsqu'à la demande du roi Henri IV de France, en 1599,, Sully charge des ingénieurs hollandais et flamands dirigés par Humphrey Bradley d'effectuer les travaux d’assèchement du marais poitevin,. Ils amènent avec eux des chevaux flamands, danois et norvégiens,,, surtout des Brabançons,, mais aussi des Flamands, une vieille race chevaline de travail particulièrement réputée au XIIIe siècle. Ces animaux, dont la taille ne dépasse pas 1,70 m pour un poids allant jusqu'à 1 200 kg, s’accouplent avec les juments autochtones,,,. Ce croisement forme la souche de la race dite « Poitevine », un animal volumineux, lent et lymphatique,, assez proche du cheval flamand de l'époque.

« La race chevaline mulassière du Poitou porte le cachet dans toutes ses fibres, dans toutes ses formes […] de l'influence d'un sol bas et humide. »

— Eugène Ayrault
Ces animaux gardent leur type du fait de la proximité de biotope entre les polders hollandais et les marais poitevins,, mais aussi en raison de l'absence de croisements extérieurs subséquents,.

#### Premiers croisements et sélection
À la fin du XVIIIe siècle, l'administration des haras tente d'imposer des croisements avec des étalons légers normands et anglais afin de fournir la cavalerie. Malgré les incitations financières, les éleveurs paysans protestent car les juments issues de croisements avec le Pur-sang sont sans valeur pour donner des mules. La race tend à s'alléger avec ces croisements, mais aussi avec les modifications de son biotope. La sélection porte sur un animal résistant aux conditions humides de la région. Le cheval Poitevin acquiert d'énormes sabots larges, très particuliers parmi les races équines, et un caractère lent et calme. Certains documents récents laissent entendre qu'il était employé à l'attelage, sa grande force étant un atout pour le travail en terrain boueux. Il aurait réalisé divers travaux agricoles ou de débardage au besoin,. Pour Lætitia Bataille, ces animaux n'étaient pas mis au travail, en particulier à l'attelage puisqu'ils n'étaient pas caudectomisés. L'industrie mulassière se serait donc mise en place rapidement.
Le Poitevin mulassier n'a jamais subi de pratiques de caudectomie.

### Industrie mulassière

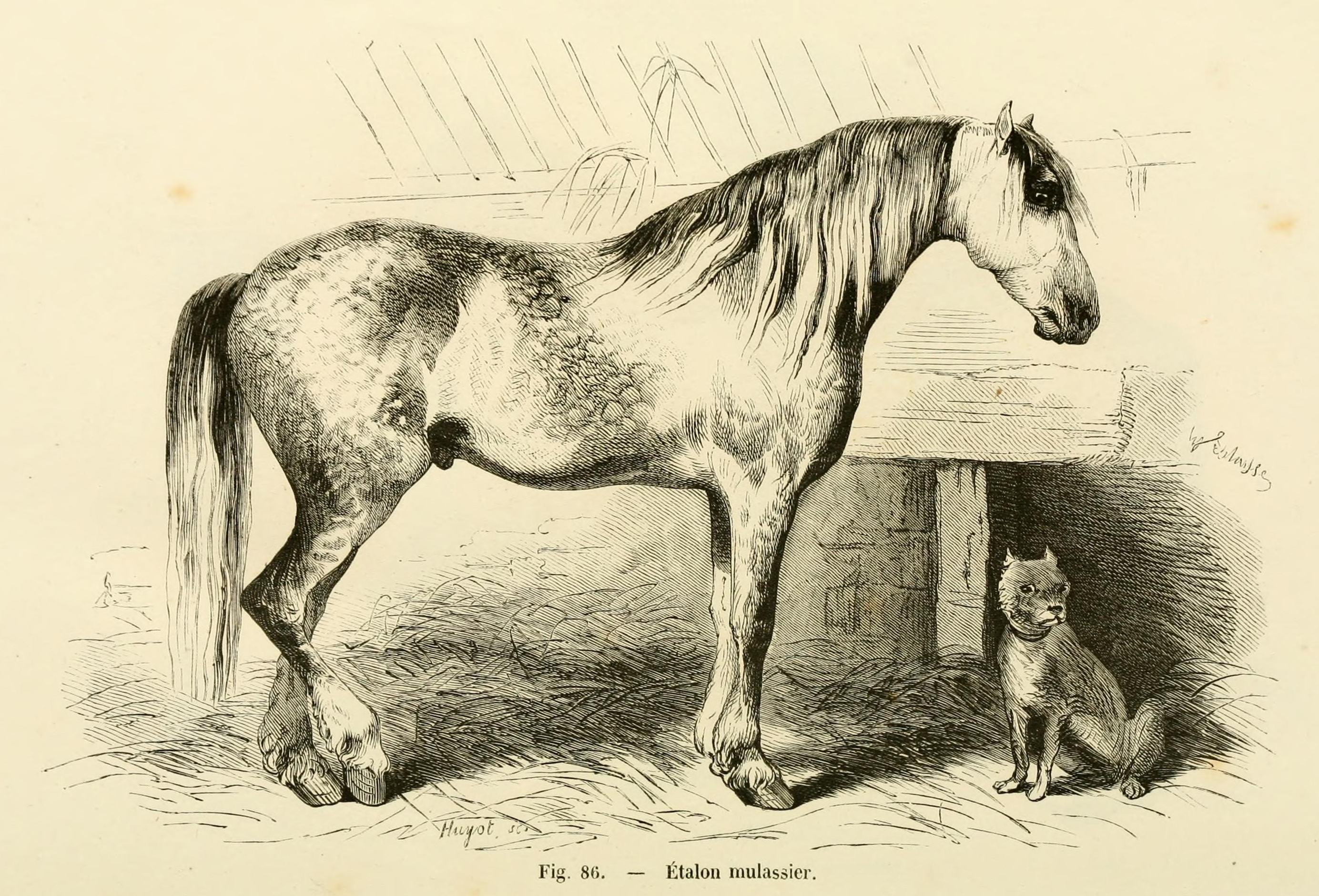
Illustration d'un étalon mulassier dans l'encyclopédie pratique de l'agriculteur, publiée par Firmin-Didot et Cie, tome 5, 1877.

Les juments poitevines sont utilisées pour faire naître de grandes mules rustiques par croisement avec des baudets du Poitou, les fameuses mules poitevines. Mules et mulets étant des hybrides stériles, de tels animaux ne peuvent naître que par croisement entre un âne et une jument. L'industrie mulassière du Poitou est fréquemment combattue par l'administration des haras. En 1823, le préfet des Deux-Sèvres demande que le haras de Saint-Maixent n'héberge plus que des chevaux de demi-sang, les étalons mulassiers étant impropres à l'élevage du cheval de cavalerie.
D'après le vétérinaire Eugène Ayrault (1867) les départements de la Vendée et surtout celui des Deux-Sèvres font naître le plus grand nombre de chevaux mulassiers. Dans ce dernier, le nombre de poulinières mulassières est estimé à 23 000. L'hippologue Eugène Gayot signale la « race poitevine mulassière » comme un « groupe d'animaux dont la principale destination est d'entretenir la poulinière vouée à la production du mulet », ajoutant qu'« autrefois cette race ne portait que le nom de poitevine ». Beaucoup de juments de races diverses donnent des mulets à l'époque, mais toujours d'après Gayot, aucune n'est reconnue plus apte que « la grosse et lourde jument des marais du Poitou ». La Poitevine mulassière devient réputée dans le monde entier,. Cette préférence est vraisemblablement due au fait que les juments poitevines lèguent à leur muleton une conformation charpentée.
Les mules sont très demandées aux États-Unis de la fin du XIXe siècle jusqu'à 1914. À la fin du XIXe siècle, on compte environ 50 000 juments mulassières dans tout le Poitou. C'est dans le département des Deux-Sèvres, particulièrement l'arrondissement de Melle, près de Luçon ainsi qu'à Saint-Maixent, que se concentre l'élevage mulassier, dans des lieux nommés « ateliers ». Un atelier est relativement coûteux : au milieu du XIXe siècle, seuls les quatre neuvièmes des juments mises au baudet finissent par mettre bas. Il faut nourrir seize juments pour avoir, chaque année, trois mules et trois mulets, élever tous les ans une mulassière et mettre deux juments au cheval pour entretenir le cheptel,.
Les poulains poitevins mâles, qui ne peuvent servir à l'industrie mulassière, sont réputés « mous » et donc de moindre valeur par rapport aux principales races de traction du XIXe siècle, comme le Percheron. Certains commerçants du Berry et de la Beauce achètent de jeunes poulains poitevins à la robe grise, et les nourrissent en abondance afin de les rendre plus énergiques, avant de les revendre à l'âge de quatre ans comme étant des Percherons. Ces animaux se retrouvent dans des régions aussi éloignées que la Saintonge, l'Yonne, le Nivernais et le Gâtinais.
Les poulains et pouliches mulassières se vendent sur les foires de Marans, Nuaillé, Surgères, Rochefort, Pont-l'Abbé et Saujon. En 1867, 50 000 juments mulassières ou croisées sont recensées ; au début du XXe siècle, le berceau d'élevage compte plusieurs dizaines de milliers de ces animaux, mais cette même époque voit l'amorce du déclin. L'élevage mulassier commence en effet à décliner dans les années 1920,.

### Ancien type
La race évolue très peu jusque dans les années 1840, après quoi les croisements tendent à voir émerger des animaux métissés sous l'influence conjointe des haras, recherchant des chevaux de cavalerie, et des éleveurs eux-mêmes qui cherchent à augmenter la production mulassière.

#### Descriptions historiques
Jacques Bujault, cultivateur de Chaloue près de Melle, dresse du Poitevin le portrait peu flatteur que voici :

« La jument mulassière a la patte large, l'enfergeure courte, le talon bien sorti, beaucoup de poil au talon, l'os de la jambe gros, le jarret large et bas, la cuisse charnue, les hanches larges, le corps court, les flancs relevés, la côte longue, le ventre abattu, le devant bien ouvert, un petit ensellée, haute de quatre pieds 9 pouces à la chaîne. Il faut donc une bête forte, trapue, écrasée. C'est la capacité du coffre, la largeur du bassin qui fait la belle mule. Une jument de 6 pouces produit une mule de 8 à 11. On voit que la race mulassière est lourde, lente et sans aucun agrément, propre tout au plus à traîner un fardeau. Cette bête est affreuse et lymphatique ; elle donne des mules superbes et d'une condition énergique. Imaginez une barrique, qui a le ventre gros, montée sur quatre soliveaux ; c'est la mulassière. Elle ne doit être bonne qu'à faire des mules. Il y en a qui veulent une jument bien figurée, c'est une sottise. D'autres achètent des juments à deux fins pour les vendre aux gens de cavalerie, de diligence, si elles ne prennent du baudet; mauvaise manière de se monter, bonne façon de se ruiner. La bête qui a le corps long ou l'échine de goret ne prend guère du baudet. La grande jument, celle qui est haute sur jambes ou qui a le corps mince, la côte courte, ou qui est efflanquée, tout ça ne vaut rien… »

— Jacques Bujault, La connaissance générale du cheval
.
Eugène Ayrault en fournit une description plus récente :

« La race poitevine mulassière est originaire des marais de la Vendée […] Baignant dans l'humidité, le pied était large, les membres garnis de crins longs et touffus ; mais par-dessous, les os étaient gros et les tendons larges et forts. La tête est longue et aussi les oreilles ; la crinière épaisse, les poils abondants ; l'encolure est forte, le garrot bien sorti ; le rein est un peu bas ; la croupe est large et allongée ; les fesses et les cuisses sont bien musclées, les jarrets forts, le ventre très-développé ; la poitrine est ample. La robe la plus générale était noire ou bai-brun. »

— Eugène Ayrault, La connaissance générale du cheval
.
Pour Eugène Gayot, la jument Poitevine mulassière est « lourde, commune, molle et de taille moyenne ». Les éleveurs la recherchent avec de gros membres, beaucoup de crins, et une croupe forte. Ils privilégient la robe noire.

#### Croisements et raréfaction de l'ancien type

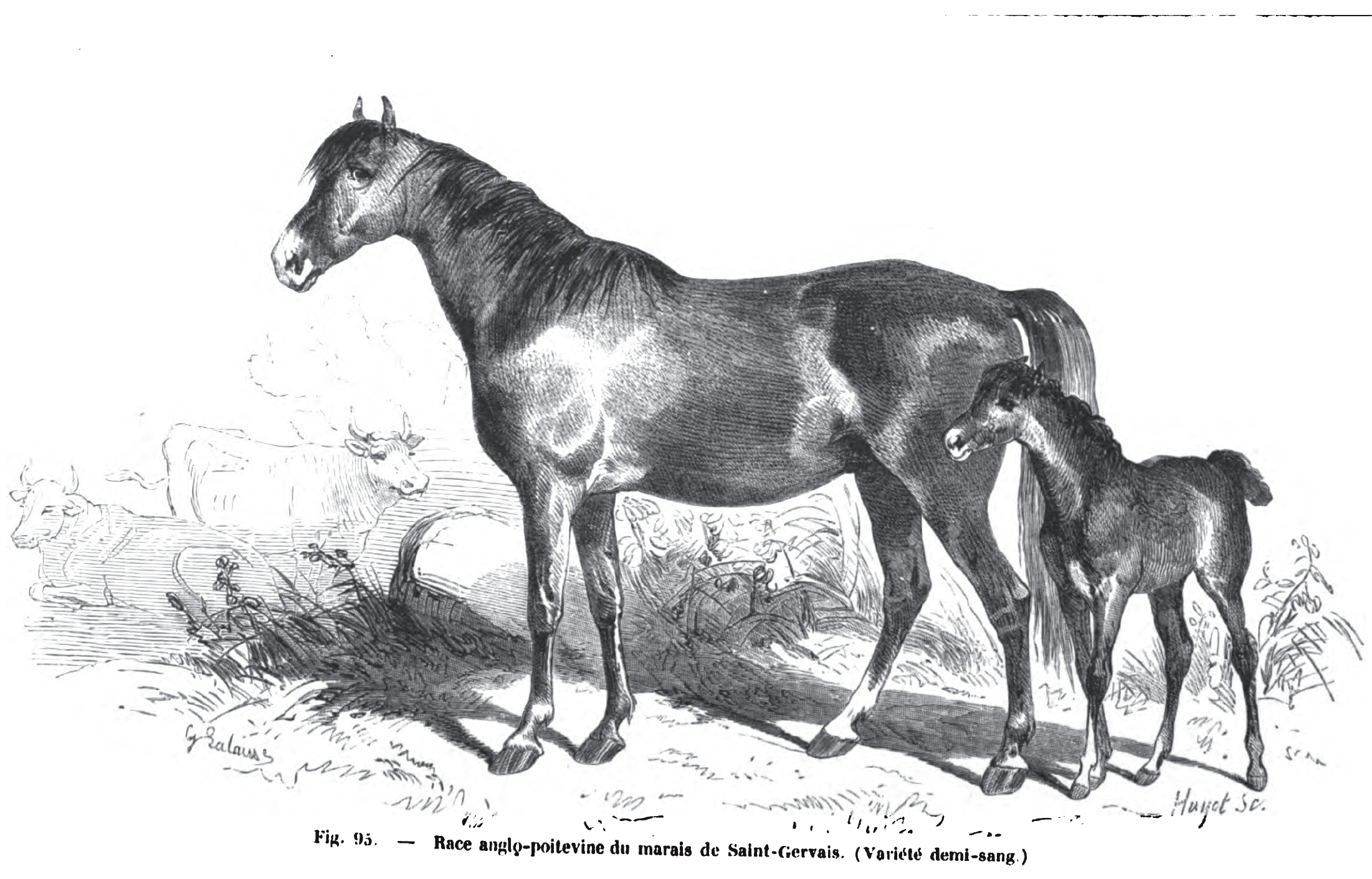
Anglo-poitevin dans La connaissance générale du cheval d'Eugène Gayot, 1861.

Ayrault ajoute que la race a été croisée, vraisemblablement au début du XIXe siècle, avec des Percherons. De 1860 à 1867, d'autres croisements ont lieu avec des étalons Bourbouriens introduits dans la région. Enfin, la même époque voit des croisements avec le Breton, une pratique soutenue par André Sanson mais dénoncée par d'autres hippologues,. Les éleveurs de la région croisent leurs animaux et produisent des mules avec des juments bretonnes, donnant au Poitevin mulassier une tête plus carrée, une encolure et des oreilles plus courtes,. La robe grise devient plus fréquente, le corps s'allonge et perd en poids ; les membres s'étirent et diminuent en largeur.
En 1861, M. Maurice Pineau dit à ce sujet que « l'ancienne mulassière du Poitou s'en va », et se demande si « le véritable étalon mulassier existe encore ». La « grosse jument mulassière » se fait rare du fait de l'allègement général de la race par croisements, mais aussi de pratiques d'élevage et de sélection inadaptées. D'autre part, les assèchements des marais continuent à influencer la race ; l'« ancien type » du trait mulassier, né et élevé dans le Marais, est en voie de disparition dans les années 1850 en raison de croisements avec des chevaux Pur-sang et demi-sang dans les haras de Saint-Maixent et de La Roche-sur-Yon ; d'où est né l'anglo-poitevin. Ce demi-sang est destiné au carrossage et aux armes. Les juments mulassières réputées dérivent finalement d'un mélange entre chevaux bretons des plaines et vieille souche poitevine. Une distinction perdure entre la « véritable » jument poitevine et les animaux très métissés. La variété souche du pays, préférée des paysans, parvient à perdurer et forme la base retenue pour la création du stud-book de la race.

### Création et organisation du stud-book

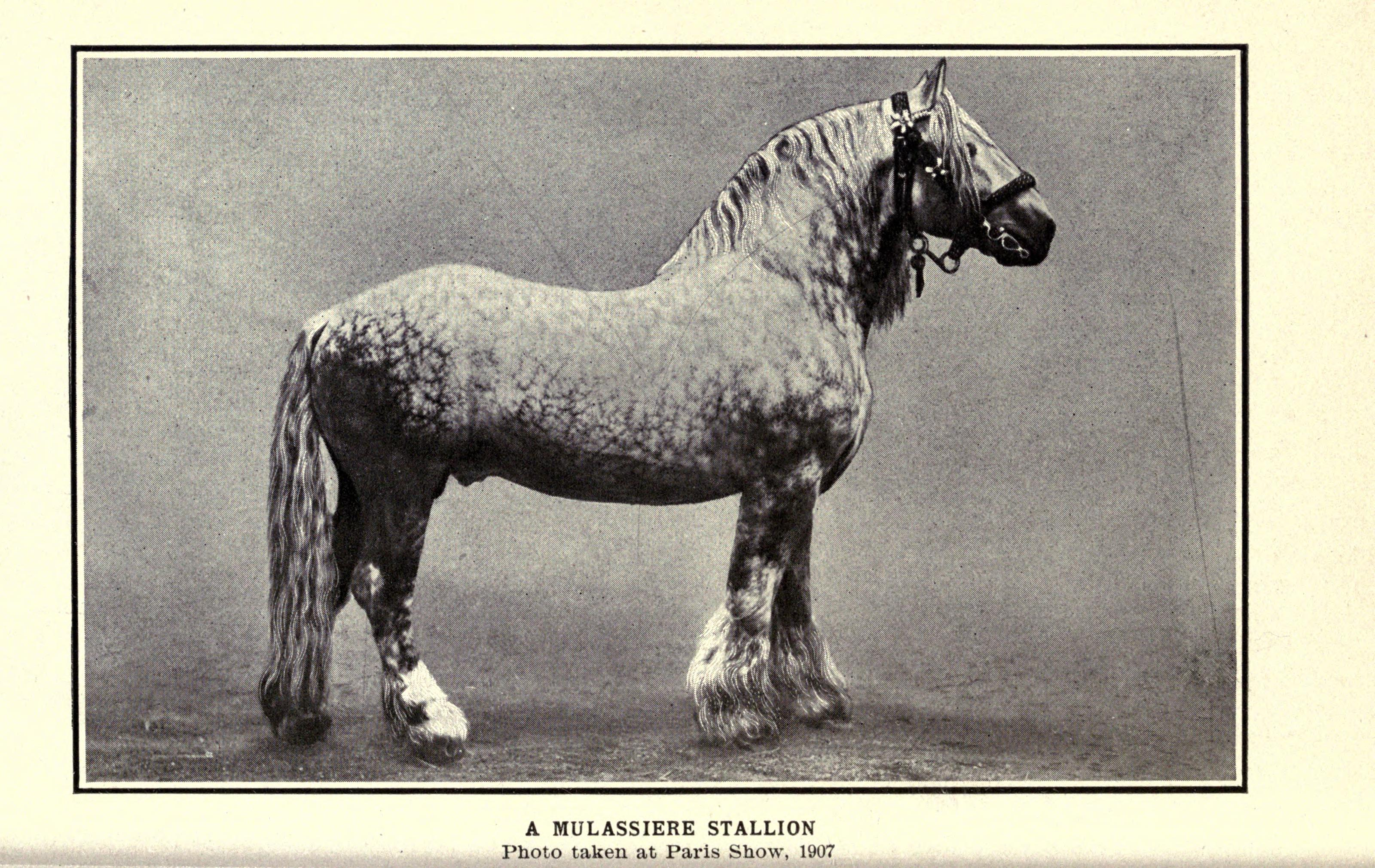
Étalon mulassier présenté à Paris en 1907.

Le stud-book du trait poitevin « mulassier » est créé par la société centrale d'agriculture des Deux-Sèvres le 26 juin 1884, avec une section chevaline et une section asine. Paru le 31 décembre 1885, il permet de fixer les critères de la race et de mettre fin à la politique de croisement en favorisant la « race pure ». Il marque également la fin des interventions de l’État contre l'industrie mulassière.
En 1902, un syndicat d'élevage des races mulassières du Poitou est fondé par Eugène Sagot, mais les éleveurs se montrent réfractaires à la publicité, aussi disparaît-il. Le 6 août 1912, un arrêté ministériel soutient officiellement l'industrie mulassière, ce qui se concrétise par l'achat d'étalons mulassiers dans les haras nationaux et l'octroi de primes aux meilleurs étalons reproducteurs. Eugène Sagot devient président du stud-book en 1920 et encourage les éleveurs à y inscrire leurs animaux.
Remanié de nombreuses fois, le stud-book est fermé en 1922 après l’inscription de 424 étalons, pour permettre une sélection en race pure davantage basée sur la conformation et la couleur de robe des chevaux que sur leurs aptitudes au travail. En 1923, l'association des éleveurs des races mulassières du Poitou est fondée. En 1937, le déclin de l'élevage pousse les éleveurs à se regrouper et s’organiser pour obtenir le soutien de l'État, via des primes et des subventions.

### Déclin
Au milieu du XXe siècle, l'industrie mulassière s’effondre avec le développement de la motorisation et la concurrence du cheval de trait breton pour les travaux agricoles. En 1922, les poulains mulassiers sont devenus difficiles à vendre. L'élevage de la race n'ayant plus d’intérêt économique, les effectifs diminuent drastiquement. Une autre cause de déclin réside dans la naissance des mules une année sur deux, ce qui ne permet pas de perpétuer la race poitevine en faisant naître des poulains, et cause une disparition « deux fois plus rapide » que pour d'autres races de trait,. En 1945, la sélection de la race est orientée vers la production de viande, seul débouché économique restant aux éleveurs. La conformation se modifie très légèrement pour devenir « plus près de terre ». Le Poitevin demeurant peu rentable pour l'hippophagie, les éleveurs d'animaux à viande préfèrent investir dans des cheptels de Comtois et Bretons, à la croissance rapide et au rendement plus important.
Éric Rousseaux estime que le cheptel de la race poitevine a baissé de 90 % entre 1948 et 1970, passant de 12 000 à 1 200,. En 1950, il ne reste plus que 600 juments et 50 étalons mulassiers en activité. La diffusion du tracteur agricole et la concurrence de l'élevage bovin laitier n'arrangent pas la situation du Poitevin,. L'absence de promotion pour la race et le protectionnisme l'aggravent. Entre les années 1970 et 1990, le cheptel de Poitevins varie de 250 à 300 animaux, vingt nouveaux chevaux en moyenne entrant dans le stud-book chaque année. Au début des années 1990, les effectifs sont tombés au plus bas,, avec moins d'une centaine de juments reproductrices.

### Sauvegarde

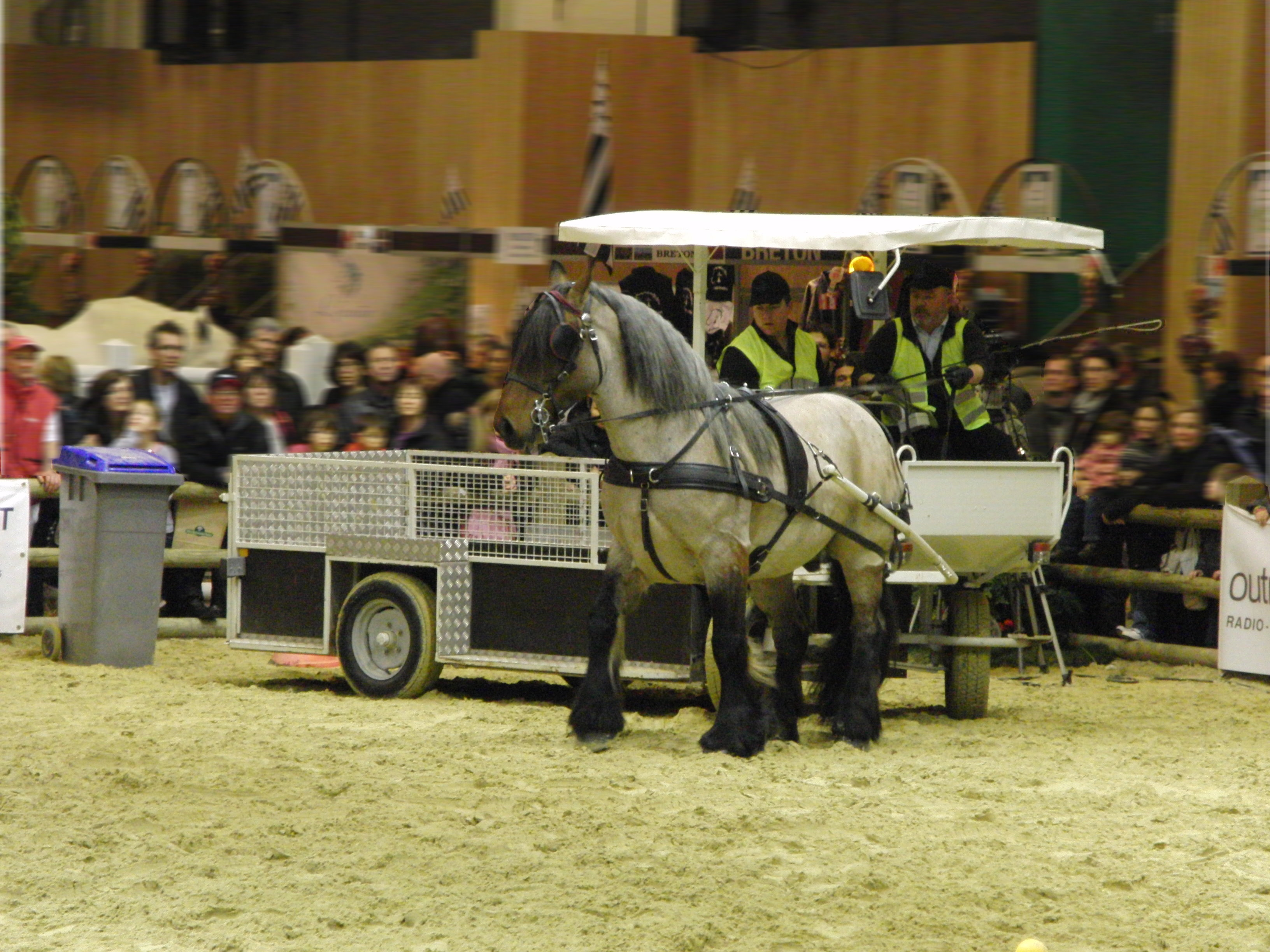
Démonstration d'attelage de travail avec un Poitevin mulassier au Salon international de l'agriculture de 2013.

La race ne doit sa survie qu'à un petit groupe de passionnés regroupés en association, et à l'aide des Haras nationaux,. Une étude génétique révèle en 1994 que 95 % de la population a pour ancêtre commun un étalon nommé Québec, né en 1960 dans la ferme de Gustave Baussay. Un important risque de consanguinité existe, c'est pourquoi un plan d'accouplement est proposé en 1998,. Ce dernier provient du mémoire de fin d'études de Benoît Biteau.
Des accouplements avec des chevaux Frisons et des traits belges sont suggérés afin d'augmenter la diversité génétique, tout en faisant appel à des races morphologiquement et historiquement proches du Poitevin mulassier. L’État distribue des primes d'approbation aux meilleurs étalons de plus de trois ans, la prime de conservation étant plus importante pour le Poitevin mulassier que pour les autres races de trait du fait de la menace d'extinction. En 1997, le Poitevin mulassier fait donc partie des races de chevaux dont les éleveurs peuvent bénéficier de la « Prime aux races menacées d'abandon » (PRME), d'un montant de 100 à 150 €.
La race retrouve une très légère popularité au début du XXIe siècle. Les naissances passent d’une vingtaine en 1990 à presque une centaine en 2010. Une centaine d'élevages la perpétuent. L'association compte environ 300 adhérents pour 83 étalons et 189 juments en 2002. En 2006, le Poitevin est néanmoins toujours considéré comme la race chevaline française la plus menacée, avec moins de 100 naissances par an. 227 juments ont été saillies en 2010 dont 171 pour la race, 33 étalons sont en activité ainsi que 80 éleveurs, ce qui témoignait d'une baisse par rapport à l'année précédente. Les effectifs accusent toujours une légère baisse en 2017. Une autre étude génétique, menée en 2008 en partenariat avec l'INRA, considère la race comme « en voie de disparition », ainsi que quatre autres races françaises. Elle suggère son placement en conservation prioritaire, afin de maintenir au maximum la diversité génétique des effectifs. En 2015, les nouvelles naissances ont baissé de moitié par rapport à 2007. Les éleveurs souffrent du désengagement de l'État et du relèvement de la TVA. Malgré les aides financières à la conservation, le cheptel est donc resté pratiquement stable, une situation que le chercheur E. Gicquel et son équipe attribuent à la fermeture des Haras nationaux.

## Description

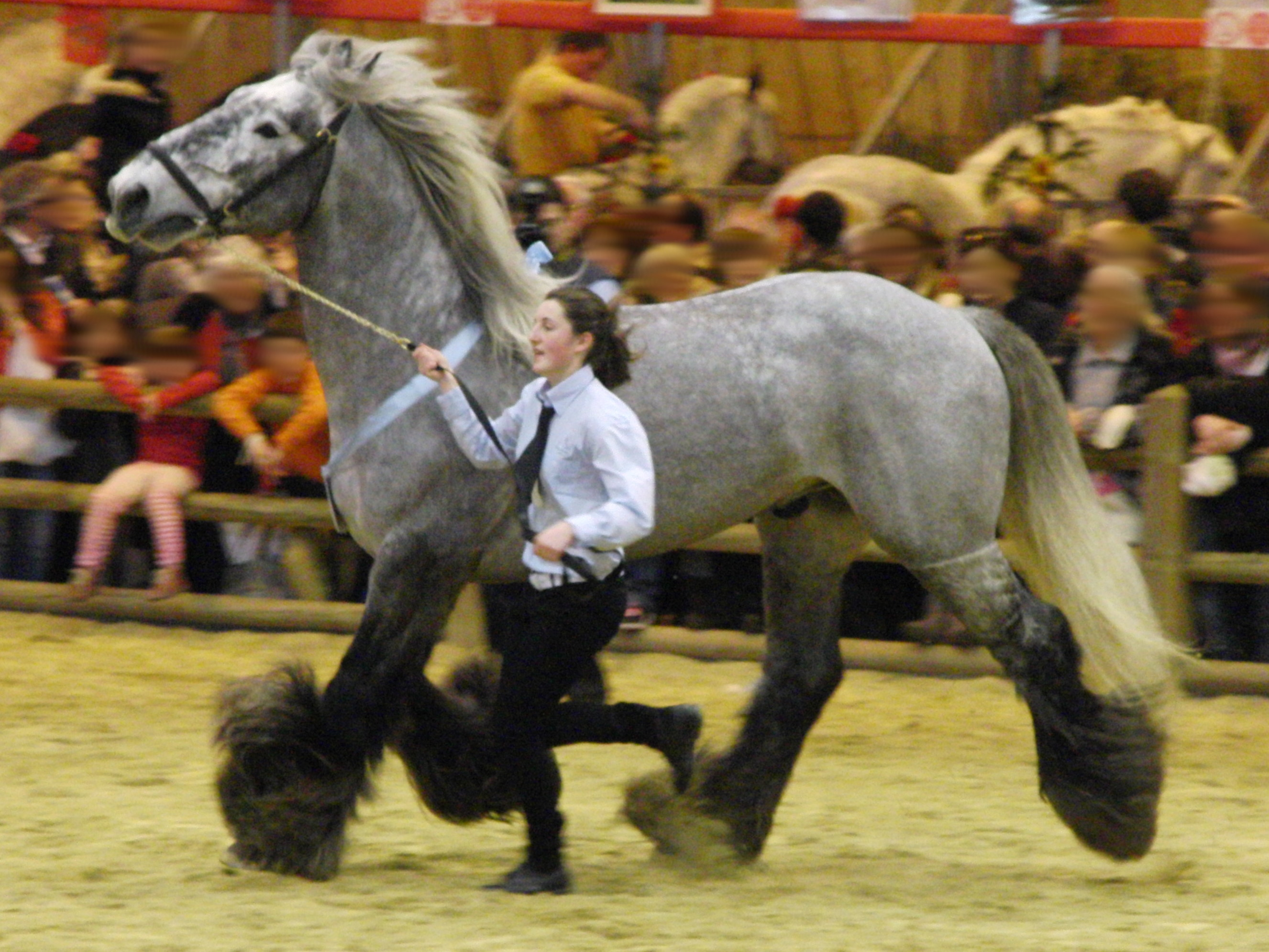
Étalon Poitevin Mulassier gris au trot lors du concours Modèles et Allures de la race au Salon international de l'agriculture 2012, Paris, France.

Le cheval Poitevin a reçu l'influence du sol de sa région, une argile marine lourde, riche en sels minéraux, ce qui lui a permis de développer une importante ossature. Sa croissance est tardive, puisque ce cheval n'atteint sa maturité que vers l'âge de 6 ou 7 ans. La longévité dépasse rarement 20 ans.

### Taille et poids
Il dépasse toujours 1,60 m selon Kholová, cependant le standard officiel indique une fourchette entre 1,55 m et 1,70 m. Bataille et Tsaag Valren citent une moyenne de 1,68 m. L'auteur anglais Elwyn Hartley Edwards lui attribue une fourchette de taille de 1,63 m à 1,68 m. Les mâles sont généralement plus imposants (1,68 m en moyenne) que les femelles (1,60 m, ou 1,62 m en moyenne).
Le poids est d'environ 750, ou 800 kg, jusqu'à 900 voire 1 100 kg.

### Morphologie
Le Poitevin est historiquement souvent décrit comme un cheval laid et mal conformé,,, frustre, disgracieux et ordinaire voire « balourd, lourdaud et vulgaire ». Il est de nos jours perçu comme un cheval élégant au corps longiligne et cylindrique, plus allongé que les races de trait françaises. Il se distingue aussi des huit autres races de chevaux trait françaises par son côté typé très prononcé. Sa morphologie est celle d'un grand cheval carré, généralement moins musclé que le Percheron.

#### Tête
La tête présente un profil convexe,, ou rectiligne,,. Le profil convexe différencie le Poitevin des autres races de chevaux de trait françaises.
Sa tête est très forte, lourde et plutôt longue,,,,, pourvue d'un front large, de ganaches larges et écartées,, et d'arcades zygomatiques saillantes. Elle reste assez expressive.

Tête du Poitevin mulassier
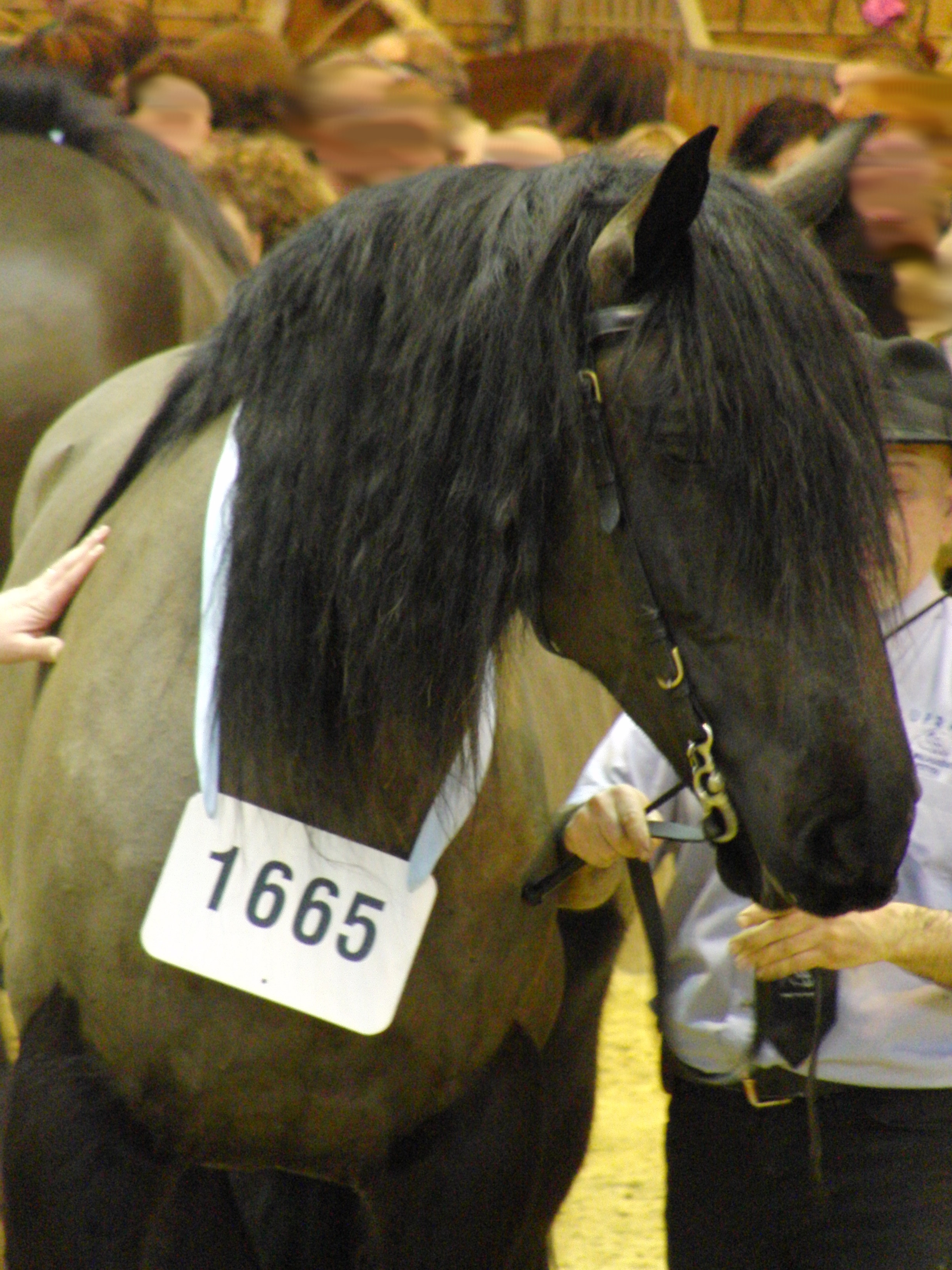
Tête d'un étalon bai.
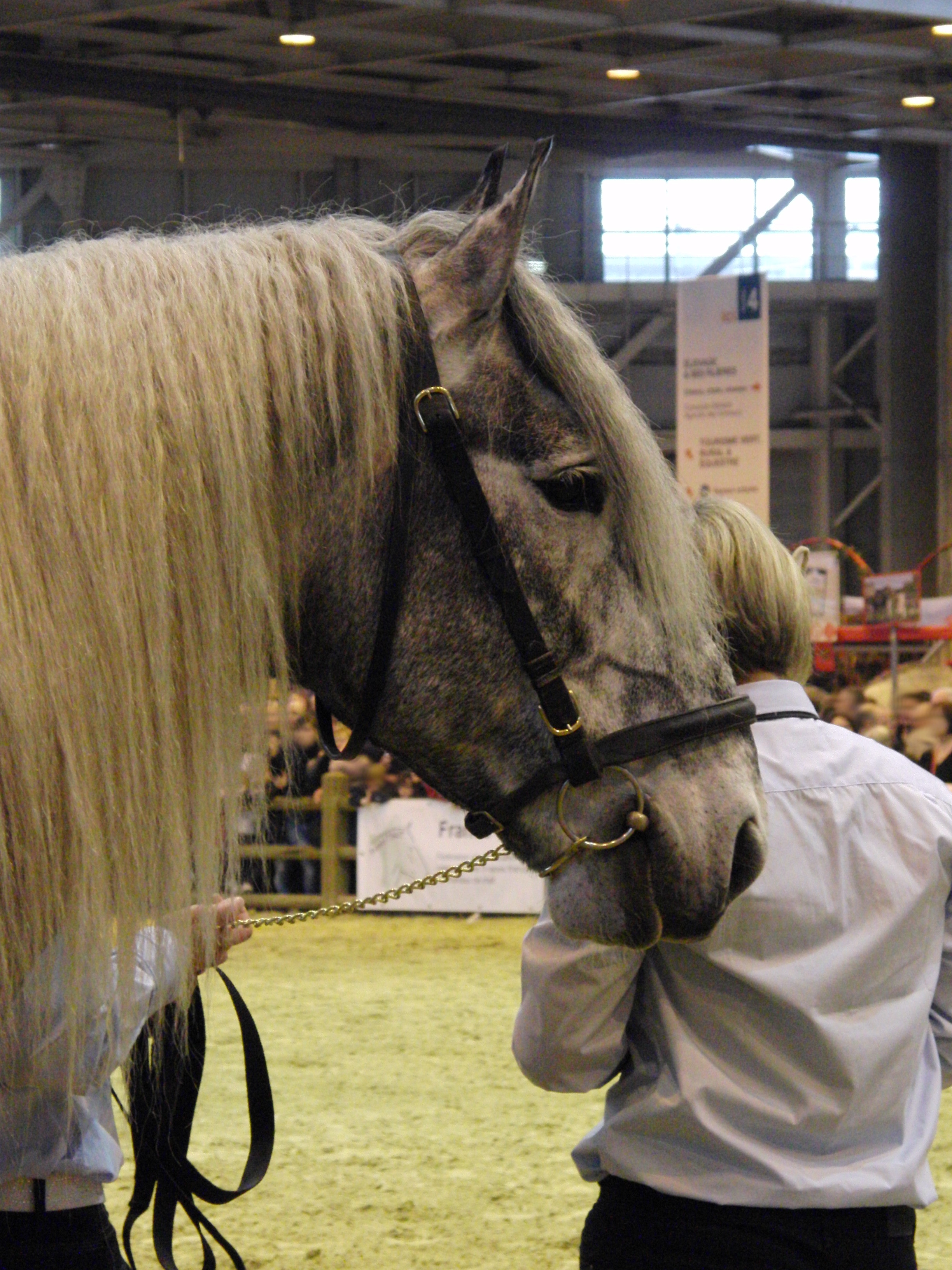
Tête d'un étalon gris.
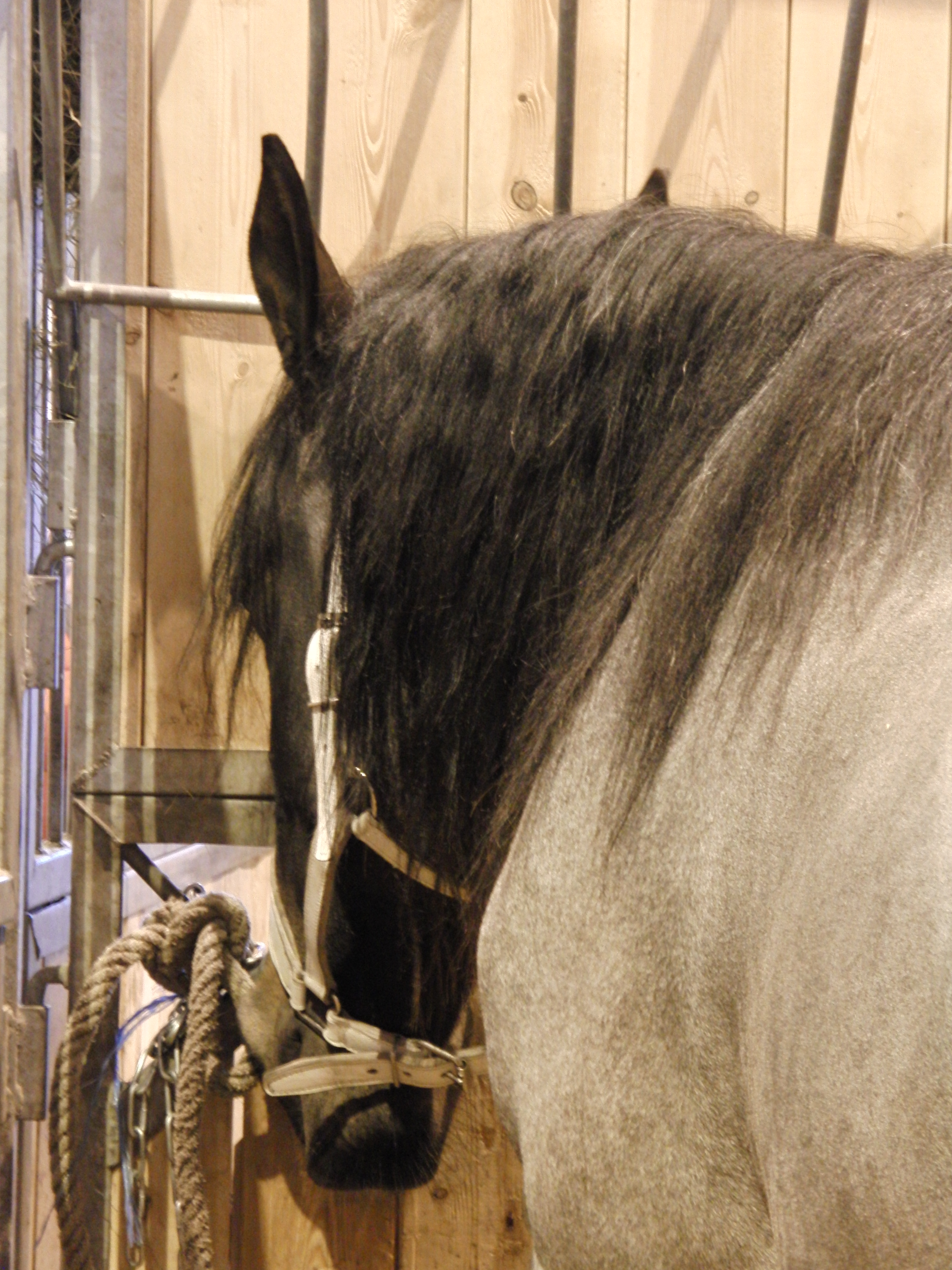
Tête d'un sujet bai dun, vue par l'arrière.

Les oreilles sont trapues, épaisses et longues,,,. Edwards décrit la tête « lourde et grossière », dotée d'épaisses oreilles peu mobiles, comme un défaut de conformation.

#### Avant-main, corps et arrière-main

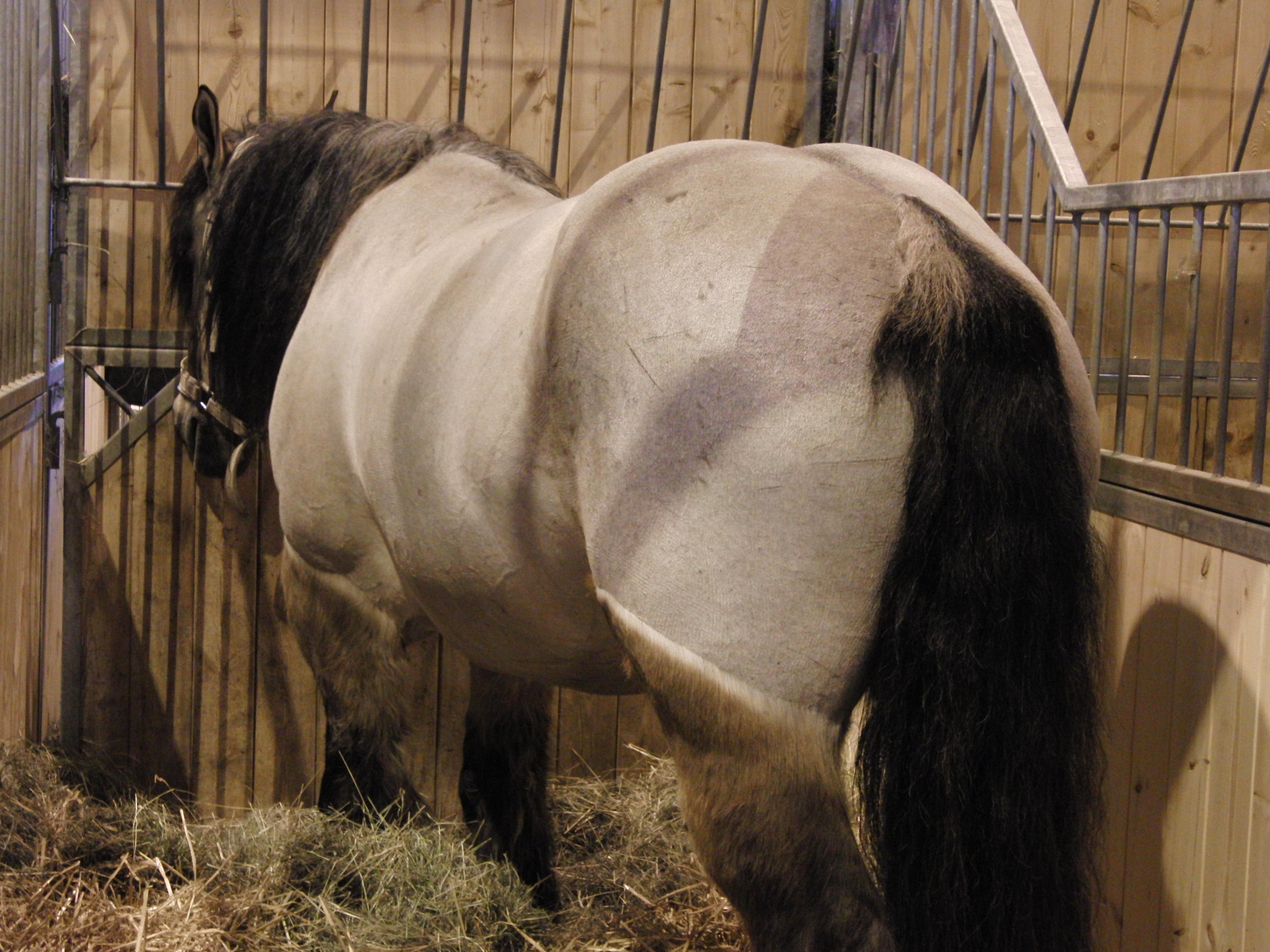
Mulassier poitevin bai dun vu de dos au salon international de l'agriculture en 2011.

L'encolure, chargée d'une abondante crinière,, est décrite comme plutôt longue par certains auteurs,, et comme courte par d'autres,,,. D'après Kholová, l'encolure est droite, et dotée d'un bourrelet longitudinal.
Les épaules sont longues et peuvent être droites,,,, mais elles sont recherchées obliques,,. Elles sont puissantes,. La poitrine est large et profonde,. Le passage de sangle est peu marqué,.
Le corps tend à être allongé. Le garrot est rarement bien défini selon Edwards, Haller et Kholová, mais peut aussi être marqué,. Il mène à un dos souvent long,,, et parfois faible, aux côtes longues, large et bien attaché sur le rein qui l'est aussi.
L'arrière-main est forte, mais parfois peu musclée et anguleuse. Elle se caractérise par des hanches écartées. La croupe est large et souvent avalée (inclinée),,. La cuisse est musclée et bien descendue. La queue est attachée bas,.

#### Membres et crins
Les membres sont bien développés, puissants,, avec des articulations larges, et très fournis en fanons,. Les poils recouvrant l'avant du pied sont nommés des « moustaches » dans la région poitevine. Ses crins et sa queue sont longs, fournis et épais,, donnant une sensation rêche au toucher. Le poil abondant est parfois frisé ou en pinceaux aux genoux et aux jarrets,. Le pied est particulièrement grand et large, et souvent plat,,. Il est bien adapté aux environnements humides et boueux,. L'hiver, ce cheval développe un pelage épais.

### Robe
Le Poitevin mulassier peut présenter une grande variété de robes, ce qui fait partie de sa richesse et de son originalité,,. Ces robes sont le fruit de nombreuses influences sur la race. Le Poitevin est toutefois le plus souvent caractérisé par une crinière, une queue et un bas des membres de couleur noire, ainsi que par la présence d'une raie de mulet.

Diversité des robes du Poitevin mulassier
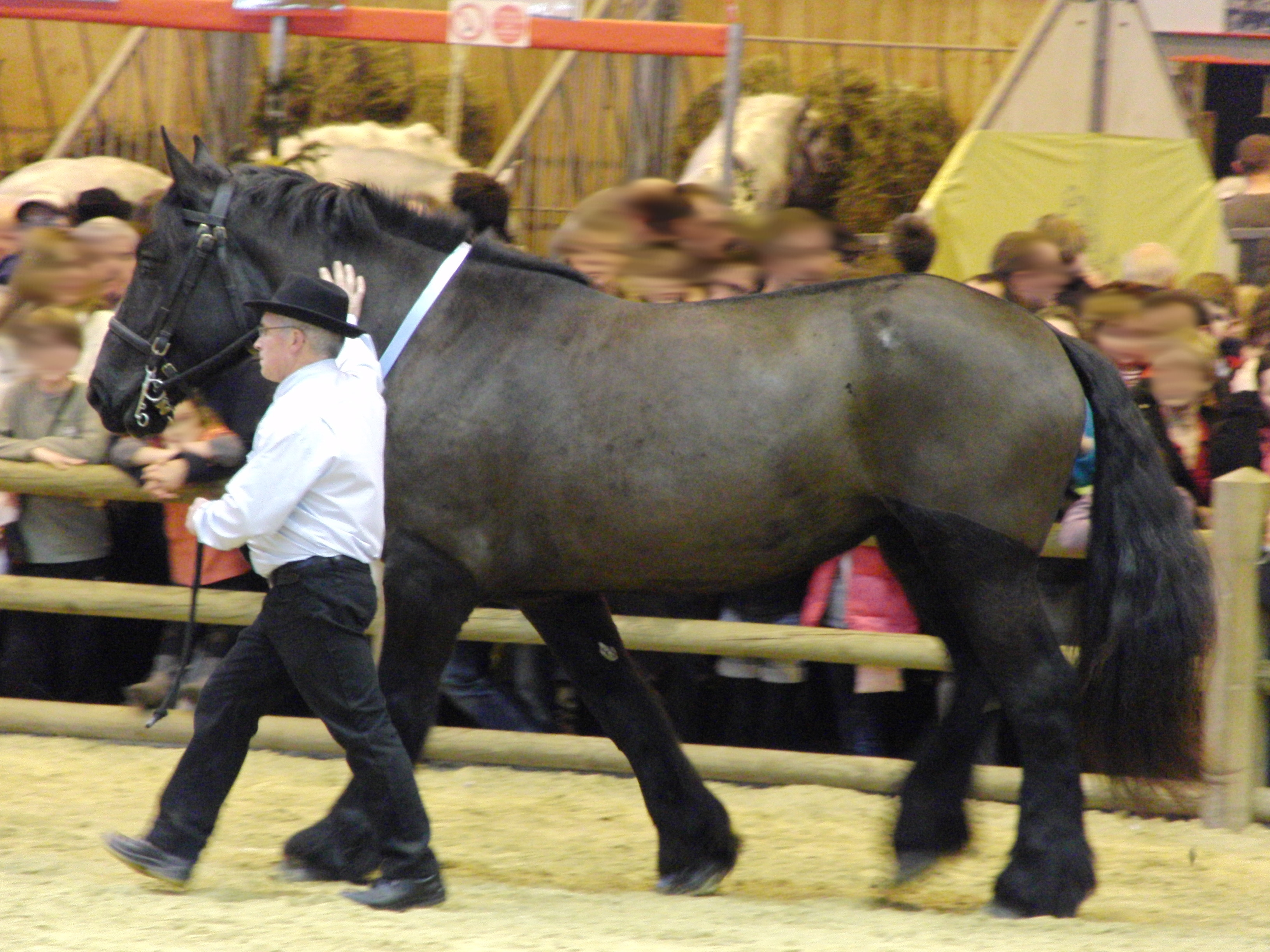
Jument Poitevin mulassier bai-brun, au pas.
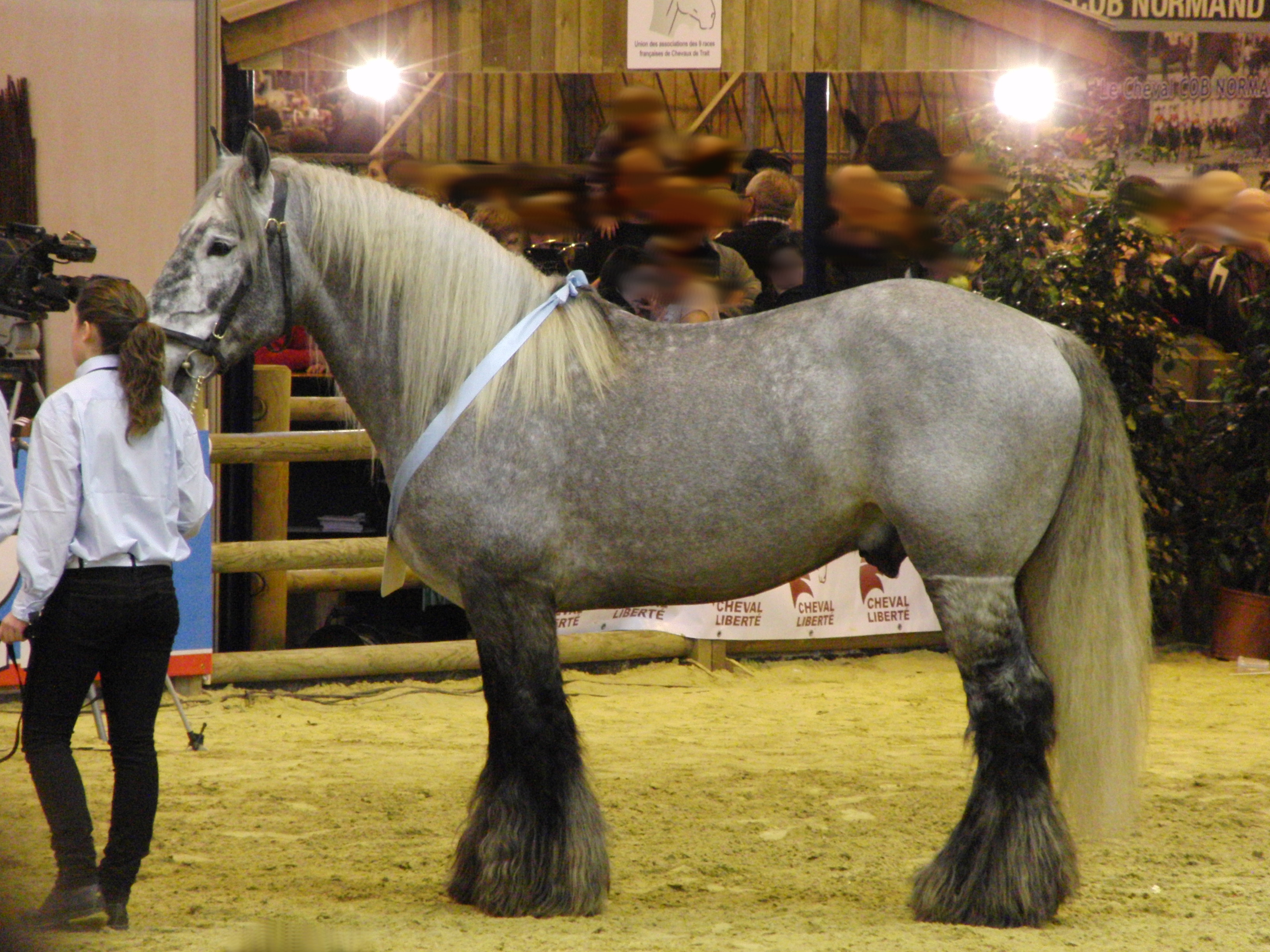
Étalon Poitevin mulassier gris, au modèle.
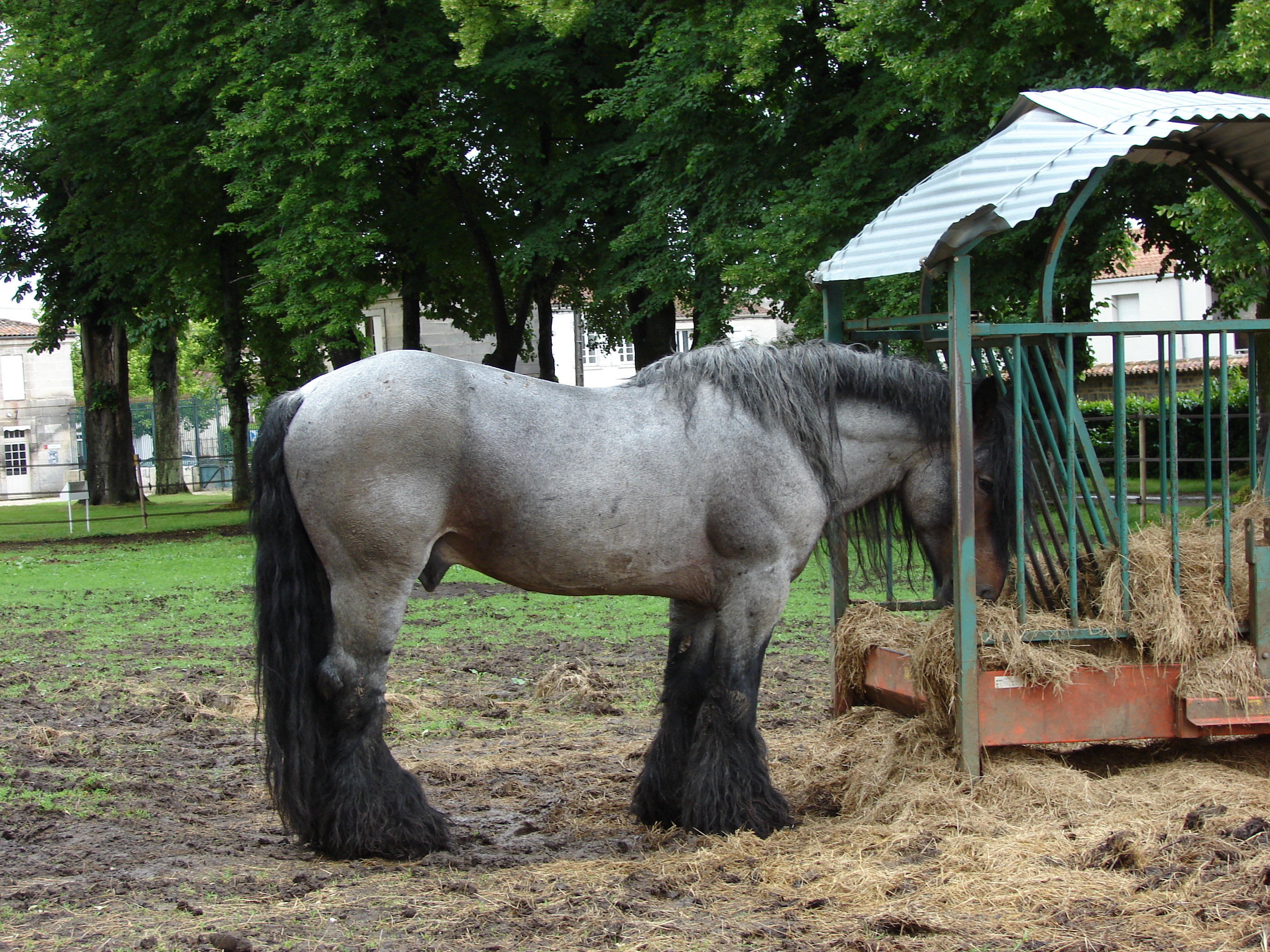
Poitevin mulassier rouan

Il a la particularité d'être le seul cheval de trait à pouvoir être bai dun (dit isabelle), une robe associée à des marques primitives dues au gène dun, particulièrement appréciée des éleveurs. Edwards y voit une survivance de caractères primitifs issus du cheval des forêts, alors que Bataille estime que ce gène de robe (incluant le phénotype dit souris ou gris cap de maure) provient des chevaux espagnols qui ont eux-mêmes contribué à la formation du cheval flamand durant l'occupation des Flandres. Les robes les plus recherchées sont le noir cap de maure et le bai-brun, vraisemblablement issues de l'influence des chevaux flamands et frisons. Au niveau des standards de la race, toutes les robes sont admises, sauf le pie. Il est également fréquent de voir des sujets gris, bais et rouans (une robe vraisemblablement léguée par les chevaux Brabançon chez qui elle est fréquente), alezans et aubères, ces deux dernières robes étant peut-être un héritage des croisements effectués avec le cheval Breton. Hendricks cite le palomino comme une robe possible.

### Tempérament et entretien

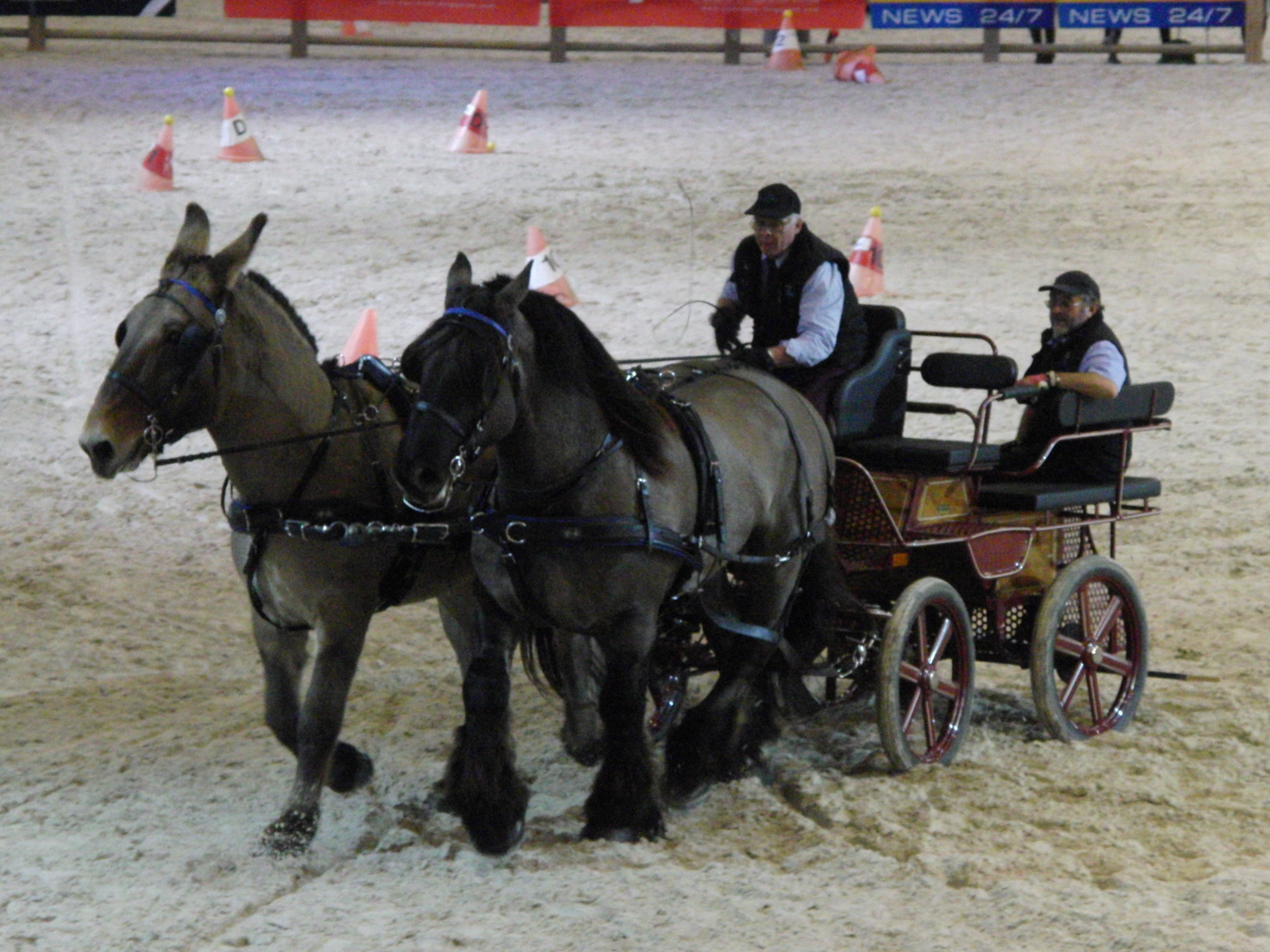
Attelage d'un Poitevin mulassier avec une mule poitevine, au Salon du cheval de Paris de 2014.

C’est un cheval réputé doux et calme,, paisible, robuste et tempéré,. D'après plusieurs propriétaires, il apprécie le contact avec l’humain,, mais Kholová le décrit comme un cheval « indifférent », et Hubrecht comme un cheval à la « personnalité effacée ».
Son tempérament plutôt lymphatique l'a rendu historiquement peu recherché au travail. Hubrecht le décrit comme « manquant d'énergie ». Ses allures sont lentes, même s'il déploie de la force,. Au travail, le Poitevin mulassier montre une certaine intelligence. Il est volontaire et à l'écoute, même s'il peut parfois se montrer entêté. L'effort prolongé reste son point faible, le Poitevin manquant d’endurance.
Avec son grand format, cette race a un certain appétit, une propriétaire témoignant que sa jument poitevine mange environ 20 kg de foin par jour. Ce cheval est rustique,, bien adapté aux territoires humides. Il se plaît en élevage extensif avec vie en plein air intégral, et tolère mal la vie en box avec un nourrissage fractionné.

### Santé
Le Poitevin mulassier est souvent touché par un syndrome dit de « pattes à jus », correspondant vraisemblablement au lymphœdème chronique progressif, qui se révèle particulièrement invalidant pour l'animal sur la durée,. D'après l'analyse de O. Lecampion parue en 2010, environ la moitié des animaux de la race sont touchés, une composante génétique étant établie. Les pattes à jus ont un impact négatif important sur la commercialisation des animaux et leur utilisation à l'attelage.
La race est aussi menacée par la consanguinité

### Sélection et promotion

Logo de l'association nationale des races mulassières du Poitou.

Le stud-book de la race Poitevine est géré à Niort. L'Association nationale des races mulassières du Poitou (ANRMP), créée en 1992, compte 330 adhérents en 2023 ; elle gère l'âne du Poitou, la mule poitevine et le Poitevin mulassier. Elle est reconnue par le ministère de l’agriculture. Elle a pour but de veiller à la sélection des animaux, de définir les orientations des races et les objectifs de sélection, de tenir les stud-books et de promouvoir ces races.
Ce cheval est l'objet d'un plan de sauvegarde zoologique, dont le but est à terme de relancer les naissances de mules. Le plan de sauvegarde de la race comprend des croisements avec le Boulonnais, à titre expérimental. L'élevage s'effectue presque essentiellement en race pure, pour permettre au cheptel de se reconstituer. Le plan de limitation de la consanguinité est suivi par 70 % des éleveurs.

#### Caractérisation des éleveurs
Il existe deux grandes catégories d'éleveurs de Poitevins : des paysans attachés à leur région et motivés par la valeur économique de leurs animaux, d'une moyenne d'âge d'environ 55 ans en 1994 ; et des éleveurs néo-ruraux ou écologistes, motivés par l'esthétique de la race et son aspect patrimonial, mais manquant souvent de connaissances techniques,. Plus de la moitié des éleveurs ne possèdent qu'une seule jument. Dans les années 2020, de jeunes générations d'éleveurs poursuivent la préservation de cette race,.

#### Concours et manifestations
Le mondial du cheval poitevin, en réalité une compétition régionale, a lieu chaque année dans sa région d'origine,, fin août, à Dampierre-sur-Boutonne. Différents concours sont aussi organisés tous les samedis de juin dans le berceau de race (par exemple à Melle), et certains samedis de juillet. Ces concours sont aussi l'occasion de commercialiser des chevaux.
Pendant les concours de modèle et allures organisés par l'ANRMP, une grille de jugement avec des notes sur 100 permet de classer les chevaux en fonction de leur conformité au standard de race. L'éleveur Rémy Moreau souligne cependant une divergence dans le choix des critères de sélection, la plupart des juges de concours recherchant des chevaux avec beaucoup d'os, favorisant les « pattes à jus ».

## Utilisations
Il existe au début du XXIe siècle une nouvelle demande pour ces chevaux en équitation de loisir et dans le tourisme, doublée d'une recherche en mulets de loisir, qui ne peut être honorée par les juments poitevines en attendant la reconstitution d'une jumenterie suffisante,. Toutefois, le marché économique est limité par la recherche importante d'animaux déjà dressés.
En 2023, le nombre de naissances de mules poitevines par des juments mulassière est d'une vingtaine à une trentaine par an.
D'après l'animatrice de l'Association nationale des races mulassières du Poitou Ophélie Lecampion, le cheval poitevin se vend plutôt bien auprès des particuliers, l'éleveur Bernard Courtois confirmant une hausse de la demande en 2023. Son élégance, son calme et ses allures sont appréciés,, en particulier dans le tourisme, pour les visites en attelage. L'achat de hongres est conseillé en pratiques de loisir, afin que les femelles puissent perpétuer la race et la prémunir contre l'extinction.

### Utilisations historiques
Si la fonction originelle du Poitevin est la reproduction mulassière, les poulains mulassiers mâles, qui ne peuvent pas donner naissance à des mules, n'étaient pas tués jadis comme certains écrivains du XIXe siècle le disent,. Ils étaient vendus, à l'âge de deux ans, aux foires d'été en Vendée et aux foires de Saint-Maixent en hiver, aux marchands de chevaux du Berry, de la Beauce, du Perche et du Midi. Dans ces différents pays, ils étaient employés aux travaux agricoles jusqu'à cinq et six ans, puis versés dans le commerce. Les mâles castrés sont vendus comme chevaux carrossiers. À Paris, ils tractaient des omnibus ; les plus lourds servaient au gros trait. L'artillerie a fait en Berry des remontes avec les Poitevins.
Les juments poitevines aidaient historiquement au transport sur les exploitations agricoles, sans être utilisées au labour.

### Attelage et traction

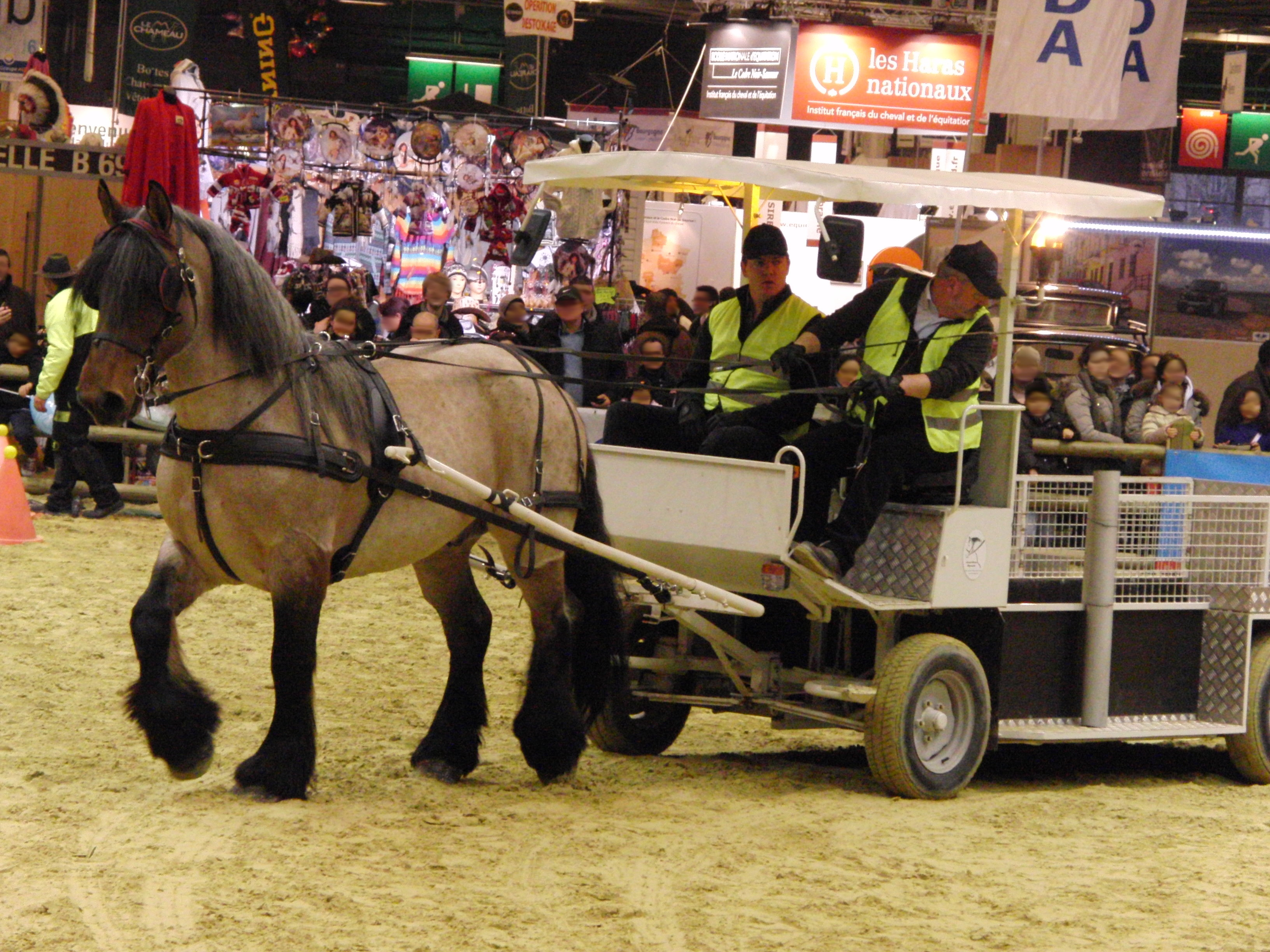
Cheval poitevin attelé lors du concours Trait d'avenir attelage dans l'épreuve de maniabilité, au Salon international de l'agriculture de 2013, à Paris en France.

Le Poitevin mulassier est recherché pour l’attelage, qu'il soit de compétition, de travail ou de loisir,, par exemple dans le transport de passagers et la traction de roulottes. Cette dernière activité avait été identifiée en 1994 comme une opportunité de soutien à l'élevage, sans être une solution pérenne. L'attelage de loisir est une filière de valorisation intéressante pour les mâles écartés de la reproduction. En dépit de sa réputation d'être lymphatique, le Poitevin mulassier est apprécié pour ce type d'usages.
En 2010, Paria est arrivé première au championnat régional d'attelage de Poitou-Charente, et Rodin Richardière a participé à la finale des jeunes chevaux d’attelage organisée par la Société hippique française à Compiègne. L'équipe d'attelage des Hardi mareyeurs, qui a remporté plusieurs victoires sur la Route du Poisson, travaille avec des Poitevins,. L'équipe Traits de génie a participé à l'édition de 1997 avec des Poitevins. En 2022, onze attelages de Poitevins ont participé à cette Route du Poisson.
Ce cheval est aussi utilisé au travail attelé, pour le débardage léger et les travaux agricoles dans les vignes, bien qu'il s'agisse d'utilisations plus anecdotiques. Il est attelé pour effectuer des travaux urbains à Poitiers et à Niort. Il participe au ramassage des déchets sur l'île de Ré.

### Hippophagie
La production de viande a été durant toute la seconde moitié du XXe siècle l'un des seuls critères économiques motivant la poursuite de l'élevage de cette race, même si sa conformation charpentée et sa croissance lente ne l'y prédisposent guère,,. En effet, le Breton est plus rentable pour un élevage hippophagique. Néanmoins, d'après Hendricks et Rousseaux, la race est appréciée pour la qualité de sa viande,. L'absence de sélection bouchère a permise au Poitevin de rester un peu plus léger que d'autres races françaises de trait.
Le débouché viande est désormais (2011) marginal, ne concernant plus que quelques animaux réformés.

### Sous la selle

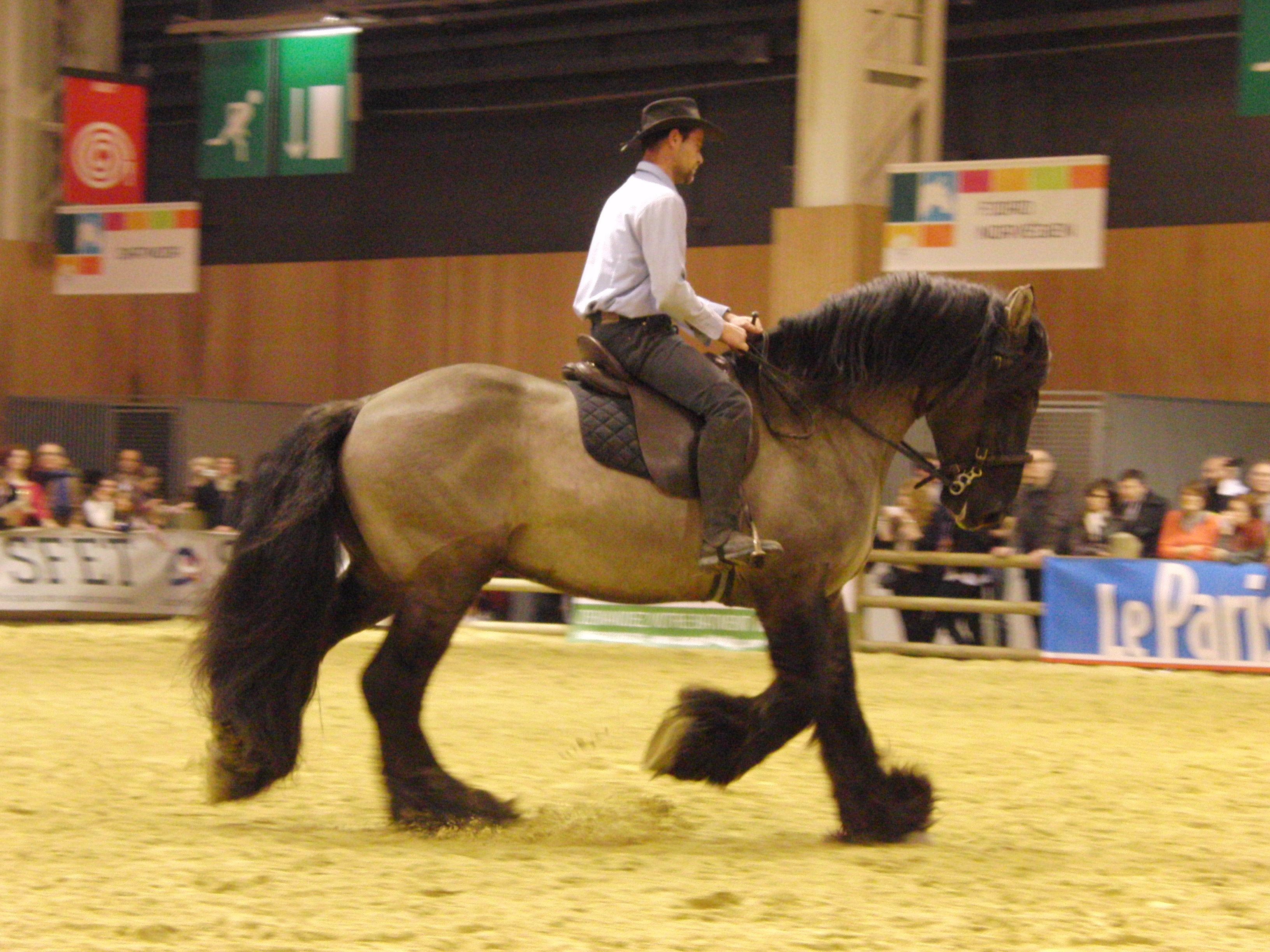
Poitevin monté au Salon international de l'agriculture de 2014.

Cette race de chevaux peut être montée, grâce à sa morphologie plus allongée que chez des chevaux sélectionnés pour le trait, ce qui la rend plus confortable. En selle, les cavaliers ont les jambes moins écartées que sur des chevaux de race comtoise. Le Poitevin est apprécié sous la selle pour son tempérament calme et sécurisant,. Ce cheval est notamment monté pour la surveillance des forêts à Melun.
Gabses de Romagné, issu de l'élevage de Romagné de Saint-Xandre, a été récompensé deux fois au Concours général agricole de Paris en catégorie utilisation, en 2020 et 2022.

### Autres utilisations
L'utilisation de cette race dans l'écopâturage et l'entretien des zones naturelles humides est notable,. Le conseil général d’Ille-et-Vilaine a acquis en 1994 un troupeau de Poitevins pour entretenir ses marais, après plusieurs essais avec d'autres races.
Il est présent dans le spectacle équestre, où son élégance est un atout, comme le prouve l'étalon Queros du Magnou. Plus anecdotiquement, le Poitevin est employé au cinéma.
Enfin, le Poitevin est utilisé dans l'équithérapie. Yves Decavèle a formé un équipage de Poitevins qui travaille activement avec des personnes en difficulté dans l'association Handi Cheval.
La race présente de bonnes qualités maternelles et laitières. L'élevage des juments pour le lait a été proposé en tant qu'activité de relance en 1994, grâce à la demande de l'industrie cosmétique et pharmacologique.

## Diffusion de l'élevage

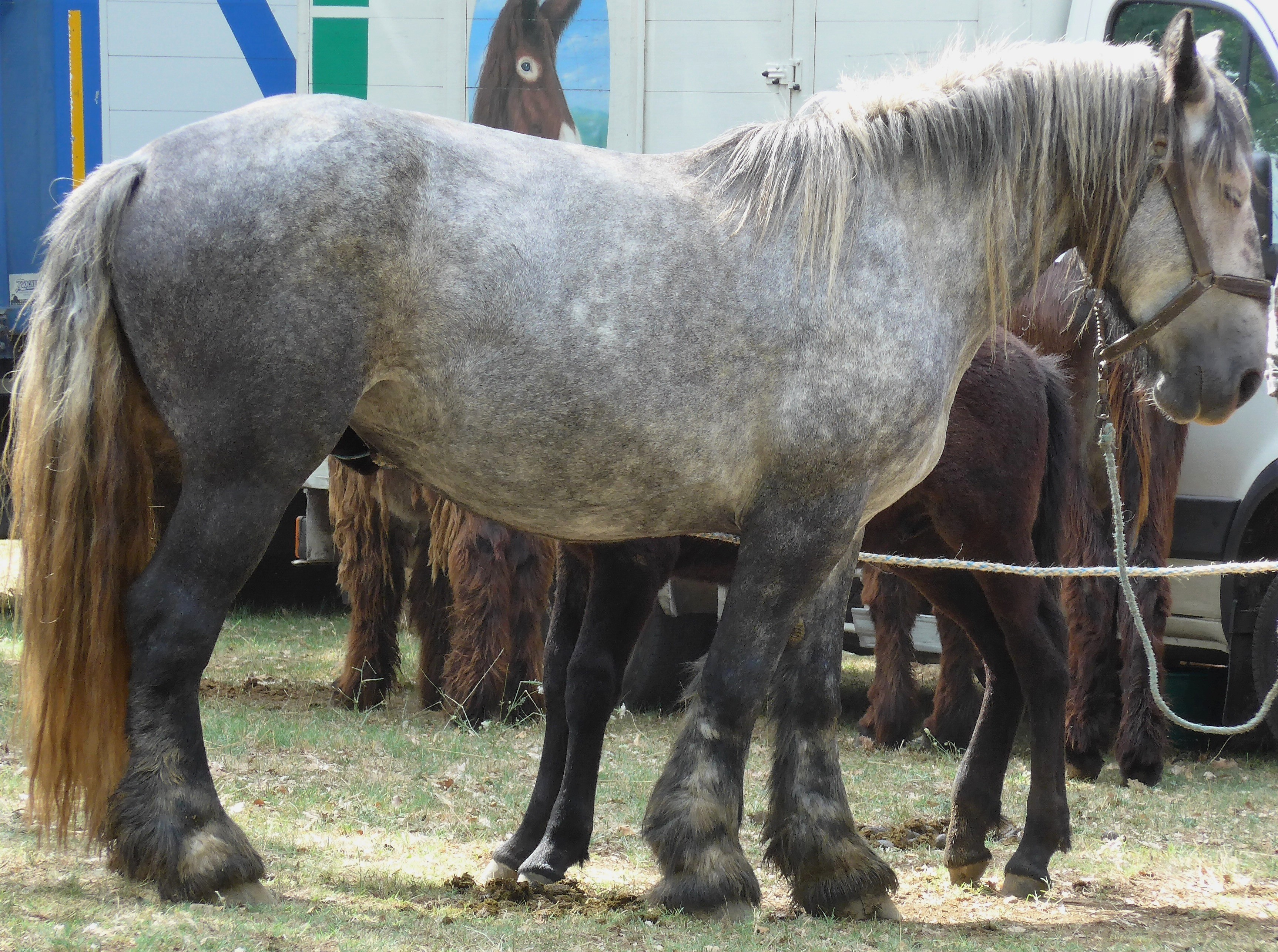
Jument poitevine grise exposée avec son poulain à Mirabel en Ardèche, en juillet 2017

Le Poitevin mulassier est considéré comme une race rare et locale en danger d'extinction, faisant l'objet de mesures de protection. L'ouvrage Equine Science (4e édition de 2012) le classe parmi les races de chevaux de trait peu connues au niveau international, ce cheval étant quasiment inconnu hors de France. À faibles effectifs, le Poitevin mulassier a enregistré seulement une cinquantaine de nouvelles naissances en 2016.
| Année                           | 2000 | 2005 | 2007 | 2009 | 2011 | 2013 | 2015 | 2017 |
| ------------------------------- | ---- | ---- | ---- | ---- | ---- | ---- | ---- | ---- |
| Nombre de poulinages en France. | 83   | 90   | 90   | 83   | 71   | 63   | 59   | 66   |

En 2023, il reste considéré par l'Institut national de recherche pour l'agriculture, l'alimentation et l'environnement (INRAE) comme une race chevaline française menacée d'extinction.

### En France

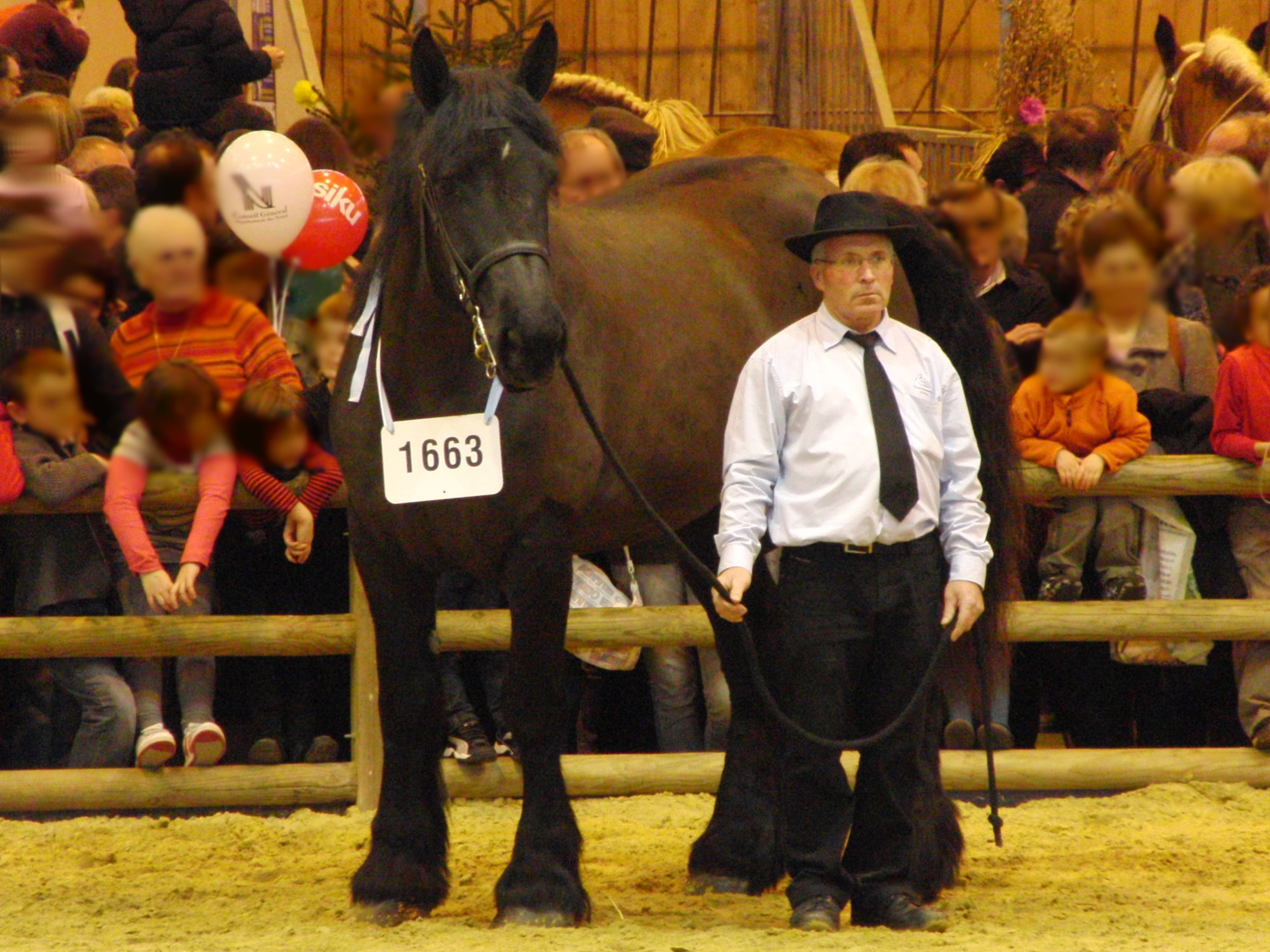
Jument Poitevin mulassier présentée sur un concours de modèle et allures au salon international de l'agriculture de 2012 pour y être jugée.

La majorité des élevages se trouvent dans le berceau de la race, qui comprend toute la Vendée (en particulier Fontenay-le-Comte et Luçon), les Deux-Sèvres (en particulier près de Melle), la Vienne et en particulier Civray, une partie de la Charente près de Ruffec, et de la Charente-Maritime avec Saint-Jean-d'Angély et Marans. Ces régions correspondent aux haras nationaux de Saintes et de la Vendée. Plus de 70 % des naissances ont lieu dans ce berceau de race. En 2015, une centaine d'éleveurs préservent ce cheval en région Poitou-Charentes.
Quelques élevages sont établis en Maine-et-Loire,, les autres régions comptent d'un à sept éleveurs. L’extension maximale du berceau de race comprenait jadis les communes de Thouars et Loudun au Nord, et celles de Montmorillon et Confolens à l'Est, mais il a fortement diminué.
La race est présentée au public à l'asinerie nationale de la Tillauderie, une ferme expérimentale de Dampierre-sur-Boutonne, en Charente-Maritime,. Elle était visible au haras national de Saintes,, qui accueillait les commissions d'approbation des étalons reproducteurs notamment en 2011 et en 2017.
Chaque année, le Poitevin est présenté au Salon international de l'agriculture (depuis 1995), au salon du cheval de Paris, au Salon du cheval d'Angers et à Equita'Lyon. En 2017, c'est un hongre de cinq ans à la robe isabelle, né à Pouillé et nommé Calypso 3, qui a représenté la race au salon de l'Agriculture.

### Hors de France
Une dizaine de chevaux poitevins s'exportent par an, surtout en Allemagne, en Suède et en Suisse, mais également aux États-Unis, à raison de deux ou trois étalons reproducteurs. Les Américains sont entrés dans une démarche de sauvegarde de la race et achètent des animaux d'élevage, à l'inverse des Européens qui recherchent des chevaux de loisir, ainsi un élevage s'est-il créé dans ce pays. Un autre existe en Suède.

## Dans la culture
La presse régionale consacre régulièrement des articles au Poitevin. Cette race de chevaux a été photographiée par Yann Arthus-Bertrand, en compagnie de Miss France 2000 et de la chanteuse Hélène Ségara.
L'UPRA des races mulassières du Poitou s'est dotée d'un site web à la fin de l'année 2000, ce qui a fait du Poitevin la troisième race de trait française à être représentée par son association de race sur internet, après le Percheron et le Boulonnais.
Allain Bougrain-Dubourg est séduit par un équipage de Poitevins mulassiers isabelle lors d'une rencontre à Boulogne-sur-Mer, durant la route du poisson. Il raconte sa passion pour cette race et pour les hommes qui l'élèvent dans un ouvrage paru en 2003.

### Note
1. ↑  L'origine de la totalité des chevaux domestiques a été retracée dans le Caucase, 2 200 ans avant notre ère.